# Vassago
Vassago, u demonologiji, treći duh Goecije koji ima zapovjedništvo nad dvadeset i šest legija. Nosi titulu princa i vrlo je sličan Agaresu. Ima moć predviđanja prošlosti i budućnosti te pronalazi skrivene i izgubljene predmete.